# Tserendorjiin Dagvadorj
Tserendorjiin Dagvadorj, född 1940, är en mongolisk bågskytt. Han deltog vid olympiska sommarspelen 1976 och 1980.